# Iron Storm (jeu vidéo, 2002)
Pour les articles homonymes, voir Iron Storm.
 (juin 2015).
Si vous disposez d'ouvrages ou d'articles de référence ou si vous connaissez des sites web de qualité traitant du thème abordé ici, merci de compléter l'article en donnant les références utiles à sa vérifiabilité et en les liant à la section « Notes et références ».
Iron Storm est un jeu vidéo de tir à la troisième personne ou tir à la première personne sorti en 2002 sur PC. Le jeu a été développé par 4X Studio et édité par Wanadoo Edition. Il a bénéficié d'un portage sur PlayStation 2 en 2004 fait par l'équipe de développement Rebellion 2000 AD, le nouvel éditeur, MC2 France, l'a renommé pour l'occasion en World War Zero: Iron Storm.
Iron Storm est un FPS se déroulant en 1964 et basé sur une uchronie : la Première Guerre mondiale, commencée depuis 50 ans ne s'est toujours pas achevée... Il dispose également d'un mode multi-joueurs avec des modes deathmatch, capture the flag...

## Synopsis
1964, cinquante ans que la (première) guerre mondiale se déroule, la révolution russe d'octobre a bien eu lieu mais les bolcheviks n'ont pas vaincu et un immense empire russo-mongol s'étire de l'Atlantique à Vladivostok. Pour y faire face, les alliés, dont le joueur fait partie, ont décidé d'unir leurs forces. Le joueur est plongé dans le feu de l'action du côté des alliés de l'Ouest contre le bloc germano-sino-russe.

## Système de jeu
Iron Storm est un jeu de guerre hyperréaliste, la difficulté très élevée, le jeu très linéaire.

## Accueil
- Jeux vidéo Magazine : 14/20 (PC)[1]
- Jeuxvideo.com : 15/20 (PC)[2] - 9/20 (World War Zero - PC)[3]